# We’ll Be Coming Back
„We’ll Be Coming Back” – to utwór szkockiego producenta muzycznego i DJ-a Calvina Harrisa wraz z gościnnym udziałem Example’a. Wydany został 27 lipca 2012 roku przez wytwórnię płytową Columbia Records jako czwarty singel DJ-a z jego trzeciego albumu studyjnego, zatytułowanego 18 Months. Twórcami tekstu utworu są Elliot Gleave oraz Calvin Harris, który także zajął się jego produkcją. Do singla nakręcono także teledysk, a jego reżyserią zajął się Saman Keshavarz. „We’ll Be Coming Back” zadebiutował na szczycie listy przebojów w Szkocji oraz Irlandii.

## Pozycje na listach przebojów
| Kraj            | Lista (2012)            | Pozycja | Status          |
| --------------- | ----------------------- | ------- | --------------- |
| Australia       | Top 50 Singles          | 8       | platynowa płyta |
| Dania           | Tracklisten Top 40      | 5       | –               |
| Finlandia       | Top 20 Singles          | 10      | –               |
| Holandia        | Single Top 100          | 28      | –               |
| Irlandia        | Top 50 Singles          | 1       | –               |
| Nowa Zelandia   | Top 40 Singles          | 16      | –               |
| Szkocja         | Scottish Singles Top 40 | 1       | –               |
| Szwecja         | Top 60 Singles          | 5       | –               |
| Wielka Brytania | Singles Top 100         | 2       | złota płyta     |